# Geranium oreganum
Geranium oreganum är en näveväxtart som beskrevs av Howell. Geranium oreganum ingår i släktet nävor, och familjen näveväxter. Inga underarter finns listade i Catalogue of Life.